# Nicolae-Victor Teodorescu
Nicolae-Victor Teodorescu (n. 5/18 iulie 1908, București - d. 7 martie 2000, București) a fost un matematician român, membru titular al Academiei Române (din 1963), care „și-a dedicat cei peste peste 65 de ani de activitate Societății de Științe Matematice din România”

## Biografie

### Viață timpurie, educație
Născut în București la 5 iulie 1908 (stil vechi), Nicolae Teodorescu a urmat cursurile liceului "Spiru Haret", iar ultimul an de liceu l-a urmat la seminarul pedagogic "Titu Maiorescu" unde a dat examenul de bacalaureat în 1926.
În anul 1929 a devenit licențiat al Facultății de Științe din București, secția matematică. Pentru terminarea studiilor post-universitare, Nicolae Teodorescu a plecat la Paris unde (la 25 aprilie 1931) și-a susținut cu succes teza de doctorat intitulată "Derivata curbilinie și aplicațiile sale în fizica matematică" (original, „La derivee aréolaire et ses applications a la Physique mathematique”), în fața unei comisii formată din Henri Villat (mare specialist în mecanica fluidelor), ca președinte, și membrii Arnaud Denjoy (reprezentant al de frunte al școlii franceze de teoria funcțiilor) și Henri Beghin. În mod excepțional, la susținere a fost invitat și profesorul Dimitrie Pompeiu.

### După 1944
Nicolae-Victor Teodorescu a fost membru în Partidul Comunist Român din 1961 și membru al CC al PCR în perioada 1969 - 1974.
A fost membru titular (1963) al Academiei Române și decan al Facultății de Matematică-Mecanică a Universității din București .
A fost membru corespondent al Academiei de Științe din România începând cu 21 decembrie 1935 .
Și-a adus o contribuție însemnată la menținerea tradiției matematicii ca obiect de predare de mare importanță în programele școlare, la toate toate nivelele, precum și la menținerea și ridicarea calității Gazetei Matematice și a Olimpiadelor de Matematică (interne). A fost unul din inițiatorii organizării Olimpiadelor Internaționale de Matematică (cunoscută și prin acronimul OIM). De altfel, prima OIM, în organizarea Societatea de Științe Matematice din România a avut loc în România, la Brașov, în 1959.

## Distincții
- Ordinul „Steaua Republicii Populare Romîne” clasa a III-a (13 octombrie 1964) „cu prilejul aniversarii a 100 de ani de la înființarea Universității din București, pentru activitate îndelungată, contribuție în dezvoltarea științei și merite deosebite în dezvoltarea învățămîntului superior”[6]
- Ordinul „Meritul Științific” clasa a II-a (26 septembrie 1966) „pentru merite deosebite în activitatea științifică, cu prilejul Centenarului Academiei Republicii Socialiste România”[7]
- titlul de Om de știință emerit al Republicii Socialiste România (26 iunie 1969) „în semn de prețuire a personalului didactic pentru activitatea meritorie în domeniul instruirii și educării elevilor și studenților și a contribuției aduse la dezvoltarea învățămîntului și culturii din patria noastră”[8]
- Ordinul Tudor Vladimirescu clasa a II-a (4 mai 1971) „cu prilejul aniversării a 50 de ani de la constituirea Partidului Comunist Român, [...] pentru merite deosebite în opera de construire a socialismului”[9]